# Teatar.hr Nagrada Publike 2012.
Prva Teatar.hr Nagrada Publike održala se 22. studenog u Tvornici. Voditelji dodjele bili su kazališni redatelj Miran Kurspahić i glumica Nina Violić. Više od 40 000 glasova je odlučilo o pobjednicima.  

### Nominacije i pobjednici
| Predstava godine | Najprecjenjenija produkcija godine |
| --- | --- |
| - Unterstand (Hrvatsko narodno kazalište u Osijeku) - 28% - Adio, kauboju! (Splitsko ljeto) - 22% - Moj sin samo malo sporije hoda (ZKM) - 12% - Samice (Istarsko narodno kazalište) - 11% - Idiot (ZKM) - 9% - Glorija (Teatar &TD) - 9% - Sad Sam Lucky (Zagrebački plesni centar) - 7% - skup: igre (Dubrovačke ljetne igre) - 2% | - Rat i mir (HNK Zagreb) - 28% - Adio, kauboju! (Splitsko ljeto) - 27% - Medeja (HNK Zagreb) - 23% - Idiot (ZKM) - 11% - Pokojnik (Kazalište Ulysses) - 11% |
| Skandal godine | Festival godine |
| - Nestanak 11 miljuna kuna za nezavisnu scenu u Gradu Zagrebu - 50% - izbor intendanta HNK Split - 21% - izbor intendanta HNK Zagreb - 12% - "tretman" dramskih pisaca - 10% - ne dodjeljivanje "Judite" za dramski program na Splitskom ljetu - 7%                                                                                  | - FEN - 32% - Festival svjetskog kazališta - 27% - Tjedan suvremenog plesa - 15% - Festival novog cirkusa - 15% - Eurokaz - 11%                             |
| Izvođač godine | Izvođačica godine |
| - Frano Mašković - 26% - Rakan Rushaidat - 23% - Matija Ferlin - 22% - Valter Roša - 17% - Filip Križan - 12% | - Nina Violić - 25% - Nataša Dangubić - 21% - Ksenija Marinković - 21% - Maša Kolar - 20% - Dijana Vidušin - 13%                                            |
| Redatelj/koreograf godine | Osoba godine |
| - Matija Ferlin - 29% - Ivica Buljan - 22% - Oliver Frljić - 18% - Maša Kolar - 17% - Saša Božić - 14% | - Vitomira Lončar - 35% - Senka Bulić - 32% - Oliver Frljić - 17% - Sibila Petlevski - 13% - Vjeko Santrić - 3%                                             |
| Najbolji novi dramski tekst | Nezavisno kazalište godine |
| - Ivor Martinić za "Moj sin samo malo sporije hoda" - 36% - Jasna Žmak za "Samice" - 23% - Nina Horvat za "Ružičastu sanjaricu" - 16% - Vedrana Klepica za "Nebo je sivo i vidi se ispušni dimnjak nekog tvorničkog postrojenja" - 13% - Dubravko Mihanović za "Prolazi sve" - 12%                                                   | - Triko Cirkus Teatar - 39% - Mala Scena - 26% - KUFER - 15% - BADCo - 13% - Playdrama - 7%                                                                 |